# Cevdet Bey et ses fils
 (mai 2024).
Si vous disposez d'ouvrages ou d'articles de référence ou si vous connaissez des sites web de qualité traitant du thème abordé ici, merci de compléter l'article en donnant les références utiles à sa vérifiabilité et en les liant à la section « Notes et références ».
Cevdet Bey et ses fils (Cevdet Bey ve oǧullari) est le premier roman d'Orhan Pamuk (prix Nobel de littérature en 2006), publié en Turquie en 1982. 
Il est traduit par Valérie Gay-Aksoyet et publié en France, aux Éditions Gallimard, en 2015. 
Il s'agit d'une fresque familiale, retraçant l’histoire de la bourgeoisie stambouliote, sur trois générations. Elle commence avec celle de Cevdet Bey, un riche marchand musulman, et se termine par celle de son petit-fils, Ahmet, peintre, qui tente d’échapper au chaos de la Turquie des années 1970 (mouvements politiques et culturels contestataires, érosion de la modernité kemaliste, et tensions multiples).
Le jeune romancier (Orhan Pamuk a une vingtaine d’années quand il écrit ce premier roman) pose un regard critique sur un pays en mutation et évoque, notamment, les dernières années de la décadence impériale avec les trois fils de Cevdet. Ceux-ci semblent incarner les multiples aspects de la gestation violente de la Turquie moderne. 
Orhan Pamuk s'inspire grandement de son histoire familiale : son propre grand-père s'étant enrichi en construisant des voies de chemin de fer à travers l’Anatolie. De plus, il est possible de retrouver, dans ce premier roman, les fondements de l'oeuvre littéraire de l'auteur : une peinture de l’émergence de la Turquie moderne, thème qu’il déclinera sans cesse dans la suite de sa production littéraire.

## Résumé
C’est dans le quartier de Nisantasi, en 1905, que Cevdet Bey, un riche marchand musulman, s’installe avec son épouse pour fonder une famille. Le sultan Abdülhamid II vient d’échapper à un attentat (perpétré le 21 juillet 1905 par un anarchiste belge du nom d'Édouard Joris). Les élites turques contestent de plus en plus fortement le règne despotique des dirigeants ottomans, le pays se trouve alors à un tournant historique que Cevdet décide de relater dans son journal. Trente ans plus tard, la Turquie que Cevdet Bey décrit n’est plus la même que celle qu'il semble avoir connu dans sa jeunesse. Après la réforme du régime politique, le bouleversement des mœurs, et la mise en place d’un nouvel alphabet notamment. Les fils de Cevdet Bey en profitent pour prendre des directions différentes dans ce pays gagné par la modernité : Osman reprend les affaires de son père tandis que Refik s’adonne à la lecture de Rousseau et Ömer fait fortune dans les grands projets ferroviaires. C’est à la troisième génération, en 1970, qu’un besoin de retour vers les origines vient sceller cette fresque turque. Le fils de Refik, qui est peintre, s’attaque au portrait de son grand-père, mort en 1965. Pour cela, il va devoir s’immerger dans le journal de Cevdet Bey, et ainsi revisiter soixante années de changements...

## Structure
Cevdey Bey et ses fils est composé de 84 chapitres. C'est un roman polyphonique dont chaque chapitre donne la parole à un personnage différent : une douzaine de personnages principaux ou secondaires s'expriment ainsi à des moments charnières différents à la fois dans leurs histoires personnelles - mais également au regard de l'Histoire de la Turquie moderne. 

### Première partie
La première partie concerne la journée de Cevdet Bey du 24 juillet 1905. Cevdet est le fils cadet d’un fonctionnaire. Son père travaillait dans les provinces, d'abord à Kula, puis à Akhisar. Quand sa femme tomba malade, il voulu déménager la famille à Istanbul pour la soigner. Sa demande de transfer ayant été refusée, il démissionna, s'installa  à Istanbul et créa une entreprise de production de bois. Nusret, le fils aîné, suit peu après une formation médicale avant de partir pour la France. Il n'y réussit pas et est finalement de retour en Turquie. Non sans avoir été familiarisé avec un discours politique révolutionnaire et modernisateur qu'il adoptera par la suite. Pendant ce temps, Osman, le père de Nusret et Cevdet Bey, décède. Sans argent pour son éducation, Cevdet reprend le commerce du bois de son paternel, le convertit en magasin de matériel et d’éclairage et obtient, notamment, le contrat d'éclairage de la ville, grâce à de la corruption. 
La partie débute alors qu'il a trente-sept ans, un commerce qui se porte bien, et est célibataire, mais engagé. Sa fiancée est Nigân, fille de Sukru Pacha. Cevdet a le sentiment de progresser dans le monde en épousant la fille d'un pacha. Au cours de la journée, il effectue diverses tâches : essayer de faire payer une dette impayée (dont le débiteur est absent), rendre visite son frère qui, comme sa mère, est atteint de tuberculose et très malade. Il fut marié mais le mariage n'avait pas fonctionné. Le fils du mariage, Ziya, vit maintenant avec une tante. Cevdet s'en va à contrecœur pour voir son frère car les deux ne s'entendent pas. Nusret est un jeune Turc et est également critique envers tout le monde. Il refuse habituellement d'accepter quelconque traitement médical et n'a pas d'argent. Cependant, cette fois, il demande deux faveurs à son frère: aller chercher Ziya et obtenir un médecin. Cevdet fait les deux. Cevdet rend également visite à son futur beau-père : Şükrü Pasha. Il déjeune également avec Fuad Bey, un bon ami, qui le prévient que Şükrü Pacha a perdu sa fortune et que c'est la raison pour laquelle il voit un avantage à marier sa fille avec le commerçant.

### Deuxième partie
La deuxième partie se déroule en décembre 1936. Cevdet et Nigân sont mariés et ont trois enfants, Osman, Refik et Ayşe. Cevdet a su tirer un profit commercial du sucre pendant la guerre. Il se retire maintenant de l'entreprise au profit de son fils ainé, Osman. Osman est d'abord présenté comme le fils sensible et sérieux de la famille, marié (mais avec une maîtresse que son épouse connaît). L'accent est ensuite porté sur Refik et ses amis. Refik est un ingénieur, mais travaille théoriquement chez Osman. Cependant, il ne s'intéresse pas à l'entreprise et trouve des excuses pour ne pas aller au travail. Il est marié à Perihan. Il a deux amis principaux : Ömer, le fils du pacha qui a présenté pour la première fois Cevdet à son futur beau-père, et Muhittin. Une grande partie du livre se concentre sur ces trois. Aucun des trois n'est heureux, ni dans sa vie personnelle ni avec la situation en Turquie. Ömer vient de rentrer d'Angleterre (il commente une sorte de vision stéréotypée anglaise de la Turquie). Il est également ingénieur et travaille dans la construction d’un tunnel ferroviaire en province, ce qui lui rapportera beaucoup d’argent. Cependant, une fois que ce travail est terminé et qu'il se concentre sur la vie, il perd toute concentration, y compris son engagement envers une femme qu'il aime et ce qu'il souhaite faire de sa vie. Refik déteste sa vie - son travail au sein de l'entreprise familiale, son mariage et la voie empruntée par la Turquie. Il abandonne essentiellement sa femme et son enfant et se rend chez Ömer. Il y reste très longtemps et tente d'élaborer une théorie du développement rural. Pendant qu'il écrit un livre à ce sujet, il a du mal à convaincre les membres du gouvernement de le traiter avec sérieux. Muhittin veut être un poète, mais a juré de se tuer s'il n'était pas un poète publié avant l'âge de trente ans. Il finit par trouver un sens à la vie en rejoignant un parti nationaliste turc. Tous les trois sont très préoccupés par le fait que la Turquie ne va pas comme ils le veulent. Ils sont très inquiets de la place de la Turquie dans le monde et ils dressent de nombreuses comparaisons entre la Turquie et d’autres pays européens, principalement la France et l’Allemagne, généralement au détriment de la Turquie. Ils veulent que la Turquie se modernise, tout en restant fidèle à ses traditions. Ils détestent l'ancienne génération qui dirige le pays. Ils détestent aussi leur propre vie. Ils ne veulent pas être comme leurs pères, simplement se marier et avoir des enfants et faire un travail rémunérateur qui ne rapporterait rien, mis à part de l'argent. Cependant, ils ne semblent pas pouvoir trouver un moyen satisfaisant d'éviter « ce piège ». Les jeunes femmes aussi commencent à se sentir piégées. Elles désirent plus de liberté, notamment le droit de voir des amis de sexe masculin sans être accompagnées par un adulte et le droit de choisir leur propre mari. C'est une source de conflit (à la fois entre les protagonistes, mais également sur le plan interne aux personnages) tout au long du livre.

### Troisième partie
Dans la troisième partie, le récit porte sur l'histoire du petit fils de Cevdet, en 1970 (à la veille du coup d'état militaire qui aura lieu en 1971). Refik, le fils cadet de Cevdet, est mort, laissant deux enfants, Ahmet, un artiste de trente ans, et une fille, Melek, qui est mariée. La veuve de Refik, Perihan, s’est remariée. Ahmet se débat avec certaines des choses que son père a faites. Il craint un coup d’Etat imminent, dont il a été informé par son oncle Ziya, le fils de Nusret, toujours en vie. Et il lui est encore difficile de voir sa petite amie sans qu’elle soit accompagnée d’un adulte, ce qui le frustre. 

## Personnages principaux
Les personnages du roman sont issus d'une bourgeoisie stambouliote qui prendra son essor grâce aux changements initiés par Mustafa Kemal. Néanmoins, les seuls qui semblent heureux parmi les personnages sont ceux qui, comme Cevdet Bey, acceptent plus ou moins le statu quo et ne cherchent pas le changement. Les autres ont tendance à être malheureux et à cause de leur propre vie, leur famille et les dynamiques socio-politiques en Turquie. 

### Cevdet Bey
Le personnage principal est Cevdet Bey, qui deviendra plus tard Cevdet Işıkçı (vendeur de lampes) avec l'adoption de la loi sur les noms de famille en 1934. Il est l'un des tout premiers marchands musulmans du vingtième siècle à Istanbul et ambitionne de fonder une famille, dont le train de vie sera soutenu par ses affaires florissantes. Ces dernières lui valent une réputation grandissante dans les classes supérieures et un mariage avec la fille d'un pacha. Avec Nigan Hanim, cette dernière qu'il épouse dans la demeure de Said Nedim Bey, il aura trois enfants : Osman, Refik et Ayse. Tous résident dans un manoir de Nişantaşı, un district d'Istanbul qu'habitent généralement les membres de la classe moyenne. Cevdet est décrit comme un homme de discipline et de dévouement, ambitieux mais aussi travailleur, simple mais vif d'esprit et sensible. 

### Nigan Hanim
Elle est la femme de Cevdet, fille de Şükrü Pacha. Décrite comme intelligente, paisible au quotidien, mais pas spécialement jolie (par son père), elle a à cœur de fournir une bonne éducation et un bon modèle de vie à ses enfants. Néanmoins, elle est inquiète face au caractère difficile d'Ayse et souhaite la marier le plus vite possible. Sa relation avec Cevdet ne semble pas être celle d'un amour passionnel mais plutôt d'une acclimatation renforcée par des années de cohabitation et d'entraide.

### Nusret
Le grand frère de Cevdet est un ancien médecin militaire, malade (de la tuberculose) dans la première partie. Il est parti en France et n'y a pas rencontré le succès dans sa profession, mais y a été sensibilisé à une idéologie politique révolutionnaire, positiviste, et modernisatrice. C'est la raison pour laquelle, une fois de retour dans son pays d'origine, il supporte et rejoint le mouvement des Jeunes Turcs. Il s'agit de d'un groupe politique en faveur de l'abolition de la monarchie absolue. Gravement malade tout au long de la première partie, il urge Cevdet d'aller chercher son fils, Ziya, de chez Zeyrep Hanim, et de l'éduquer. Lequel deviendra militaire. Il est veillé par Marie Çuhacıyan, une Arménienne européanisée par laquelle Nusret tente de provoquer Cevdet. Ce dernier semble en effet fasciné par une femme qui lui paraît sortir de l'ordinaire. 

### Osman
Osman est le fils aîné de Cevdet, et celui qui prend les affaires familiales en main alors même que Cevdet est encore vivant. Il parviendra à faire fructifier ces dernières dans un premier temps. Néanmoins, il est insatisfait de son mariage et de sa vie et prend la décision de garder une maîtresse, décevant tous les membres de la famille. Allant contre le souhait de sa mère, il démolit également l’ancien manoir de la famille et construit un immeuble d’appartements allouant un étage à chaque membre de la famille de Cevdet Bey. Il ne parvient finalement pas à s'installer définitivement, divorce, et en ressort appauvri. Osman est progressivement décrit comme un homme cupide et égocentrique, qui ne parvient pas à sauvegarder la réputation sociale de la famille. 

### Refik
Refik est le fils cadet de Cevdet. Il apparait initialement comme un jeune homme satisfait, modéré et épanoui au sein de sa famille et de son quotidien. Néanmoins, à la mort de son père et à la naissance de sa fille, il s'aperçoit que le train de vie ordinaire qu'il mène ne le satisfait pas. Dès lors, il laisse voir en lui un  idéaliste qui ne parvient pas à suivre ses propres idées. À cet égard, il se réfugie dans la littérature classique (Voltaire, Stendhal, Rousseau dont les Confessions sont son livre de chevet), sans toutefois ressentir un réel plaisir à lire ces œuvres. De même pour les poésies de son ami Muhittin. 
Il se pose progressivement comme le personnage principal de la deuxième partie, et dévoile une personnalité tourmentée et en proie à de multiples réflexions : « Je voudrais donner un sens à ma vie, avoir un combat à mener et essuyer quelques petites tempêtes qui dissiperaient cette angoisse et cette impression de stagner ». Il cherche des réponses à ses inquiétudes existentielles. « Tout est assoupi en Turquie, j’attends l’événement qui chamboulera ma vie », écrira-t-il dans son journal intime avant de quitter l’entreprise familiale pour aller retrouver son ami Ömer sur un chantier ferroviaire, loin d’Istanbul. Une fois de retour, il rêve de fonder un mouvement politique – « pour conduire le peuple vers la lumière de la modernité » – et caresse l’idée de créer une maison d’édition qui publierait les classiques de la littérature européenne.

### Muhittin
Fils d'un lieutenant du nom de Haydar Bey pour lequel il éprouve de l'admiration avant de le déconsidérer, Muhittin, l’ami d’Ömer et de Refik est un jeune poète turc, parfois présenté comme nihiliste et idéaliste. « J’ai décidé de me suicider, annoncera-t-il à Refik. Si j’ai pris cette décision, ce n’est pas parce que je ne suis pas devenu un bon poète à trente ans mais parce que je ne suis pas heureux et ne le serai jamais. Je suis trop intelligent pour pouvoir être heureux. »

### Ömer
L’ingénieur Ömer, régulièrement comparé au personnage balzacien Rastignac de La Comédie humaine, est lui aussi un individu qui peut être qualifié d'arriviste, ambitieux, et cynique. Dans un premier temps, il brûle de « conquérir Istanbul » et promet  d'épouser Nazli, fille du député influent Suat Bey. Il souhaite ce mariage afin de profiter de l'influence et du réseau politique et économique dont ce dernier pourrait lui faire bénéficier. Avant cela, il travaille dans la ville de Kemah, située loin d'Istanbul. Toutefois, une fois ce travail terminé, il perd sa constance ainsi que la capacité de réaliser ses ambitions. 

### Ahmet
Le petit-fils de Cevdet, Ahmet, peintre, est décrit comme un personnage ambitieux, intelligent, qui souhaite servir son pays à travers son art. Il évolue au sein de la société turque des années 1970, une période de troubles, et de luttes fratricides entre marxistes et musulmans. C’est dans ce monde qu’Ahmet tente de donner un sens à sa peinture. Pour lui, l’art est une forme de connaissance. Malheureusement, ses toiles paraissent incompréhensibles aux yeux du peuple. Face à constat amer, il cède à la nostalgie, et au retour à la mémoire ancestrale. Aussi se plongera-t-il dans le journal père ainsi que dans les mémoires de son grand-père Cevdet Bey. L'occasion pour Ahmet, de « boucler la boucle » de la saga familiale, tout en revisitant soixante années d’Histoire...

## Thèmes

### Révolution et Jeunes Turcs
L'histoire débute en 1905, au moment de la prise de pouvoir par les Jeunes Turcs, dirigés par Mustafa Kemal, et la déposition d'Abdülhamid II. 
Ce dernier disposait, historiquement, d'une triple image : sultan bourreau (seigneur de la Porte) ; souverain incapable de maintenir la puissance de son État ; manipulateur de la religion. Néanmoins, lorsque le récit débute, il est encore au pouvoir et tente d'élucider le mystère la tentative de coup qui a été perpétré envers sa personne. Cevdet Bey s'intéresse peu à ces incidents politiques, néanmoins son ami Fuat Bey (franc-maçon, d'une famille juive commerçante de Salonique) montre un intérêt particulier pour le mouvement des Jeunes Turcs. De même, le frère du protagoniste est l'un des soutiens (discrets) les plus convaincus de la justesse de la cause des Jeunes Turcs. Par ailleurs, lors d'une discussion entre Sukru Pacha et Cevdet Bey, le lecteur apprend que le père de la fiancée de Cevdet éprouve un avis mitigé à l'égard de ce mouvement. D'autant plus qu'il suspecte son fils de s'y intéresser. Lorsque la deuxième partie démarre, la révolution des Jeunes Turcs a réussi et la société turque est en proie à des changements socioéconomiques, politiques, et culturels puissants. 

### Occidentalisation et modernisation
Tout d'abord, le titre du roman rend compte de la tension entre modernisation et tradition à laquelle la Turquie est en proie sous la direction d'Atatürk. En effet, Bey est un titre turc signifiant Monsieur, dont l'équivalent féminin est Hanım. Avant les réformes d’Atatürk dans les années 1920, les Turcs n’avaient généralement pas de nom de famille et les adultes étaient généralement désignés par leurs prénoms suivis de Bey ou de Hanım, bien que ceux de rang plus élevé s’appelleraient Pacha. 
Par ailleurs, il est à noter que ces années marquent celles des travaux de construction et de modernisation nationale lancés par Mustafa Kemal Atatürk (le Père de la Turquie nouvelle). Lequel œuvre à bâtir un État-nation, républicain, laïc, et moderne. Une œuvre qui, d'une certaine manière, s'inspirerait du modèle occidental. 
De manière analogue, la plupart des personnages du roman aspirent à l'occidentalisation de la Turquie. Ils considèrent la culture et les valeurs européennes comme supérieures aux leurs. Mais plus ils veulent adopter les coutumes occidentales, plus ils finissent par pratiquer leurs propres normes traditionnelles. Nusret, l'un des personnages importants du roman, s'exclame par exemple que « quiconque veut vivre comme un Européen se révèle être un Turc ordinaire ». Même Cevdet se dit qu'il « voulait avoir une famille de style européen, mais à la fin tout s'est avéré turc ... ». 
De manière générale, ce thème se retrouve régulièrement dans l'œuvre littéraire de l'auteur turc. 

### L'islam et le commerce
Dès le début du roman, Cevdet Bey est raillé par ses voisins, camarades militaires et par Şükrü Pacha sur son emploi de commerçant. En effet, il semble (d'après l'œuvre) que cela soit étrange au sein de la communauté musulmane turque de l'époque. Ce qui vaut d'ailleurs à Cevdet Pacha des tourmentes et des frustrations. Néanmoins, ce dernier entend bouleverser les codes et ne pas se soucier de sa réputation de ce point de vue là. Il est dès lors perçu comme un cas isolé, néanmoins intéressant. 

### Matérialisme et quête du bonheur
Dans Cevdet Bey et ses fils, les objets semblent perçus comme des obstacles à la créativité et à la curiosité intellectuelle. L’hésitation de certains personnages à appartenir à une maison et à des biens qu’ils possèdent et qui les entoure est sensible. Gürsel Aytaç, dans son article portant le même titre que le roman, affirme qu'Orhan Pamuk  présente un monde bipolaire : Cevdet Bey, son fils Osman, et son petit fils Cemi (fils d'Oman) représentent ceux qui recherchent leurs propres avantages pour mener une vie riche et confortable tandis que le frère de Cevdey Bey, Nusret, son autre fils, Refik, et son autre petit fils de Refik, Ahmet, traversent le dénuement, une quête du sens de la vie et de la pauvreté. Il est possible de redéfinir cette polarisation en passant en revue les approches de ces personnages à l’égard des nombreux produits qui les entourent.
Tout au long du roman, des descriptions sont faites du manoir de Cevdet Bey avec d’innombrables meubles et objets de valeur. Il est possible de percevoir un lien plus ou moins fort entre ces objets et les membres de la famille. Un piano inutilisé, des meubles en nacre ou en velours incrustés, des lustres, des vitrines, des bibelots, des vases en céramique, des couvre-lits dorés sont quelques-uns de ces biens qui  rappellent la lutte de Cevdet Bey, et de sa femme Nigân Hanim, pour accéder à un train de vie qu'il serait possible de qualifier de bourgeois.
En revanche, l’évasion de Refik de son domicile, de sa famille et de ces biens semblent montrer un autre aspect de cette relation entre protagonistes et objets. En l'occurrence, cette fuite donne à Refik le temps de réfléchir et d’écrire. La ville anatolienne, Kemah, et la chambre qu'il occupe avec son Ömer, après cette évasion contrastent fortement avec sa vie à Nişantaşı. La chambre de Kemah qu’ils partagent se compose d’un petit nombre d’objets conservés uniquement pour leur fonctionnalité : un lit, un ou deux matelas, une table, un placard, un poêle, des cigarettes et des journaux. 
Après le retour de Refik à Istanbul, il quitte la maison de son père et tente de poursuivre ses études dans sa nouvelle maison. Son mémoire raconte comment sa relation avec les choses a changé tout en restant similaire. Sa nouvelle maison et les objets qu’il a pris de chez son père lui font comprendre que ces biens appartenaient à tout le monde et qu’ils n’appartenaient en fait à personne. Cependant, comme l'affirme Refik, « les choses sont divisées en deux : la nôtre et la leur ». Pourtant, elles ne paraissent toujours pas inspirantes. Refik réprimande sa femme quand elle interrompt sa lecture pour poser des questions sur les rideaux: « Je ne peux pas passer toute ma vie avec des couvre-lits et des rideaux ». Nous pouvons résumer brièvement le dilemme non résolu de Refik en citant les questions rhétoriques d’Ömer: « Vous ne pouvez être ni avec ces propriétés, ni sans elles. Êtes-vous en colère contre eux ou contre vous-même ? Es-tu agacé par leur indécision ou par eux ? ». 
Bien que Refik échoue dans sa tentative de donner un sens cohérent à sa vie à la fin, il semble démontrer un courage de dépasser les limites prédéterminées de sa vie. Ahmet, au contraire, ajoute de la détermination à ce courage et continue de garder l’art au centre de sa vie. Il ne semble pas permettre aux objets de régir sa vie et envisage de vendre les objets précieux de sa grand-mère pour soutenir financièrement la publication d’un journal.

## Influences et comparaisons
Dans une interview avec Gurria Quintana, Pamuk déclarait qu’il était très inspiré par The Sound and The Fury (1929) de William Faulkner (1897-1962) au cours de sa jeunesse. Selon lui, le roman l'a marqué et le résultat fut que lui aussi, comme Faulkner, a commencé à écrire à la première personne du singulier. Bien qu'il y ait un narrateur à la troisième personne dans le roman, l'histoire est principalement racontée par les personnages eux-mêmes. Ils intiment le lecteur avec leurs pensées, idées, peurs, rêves et désirs privés. Le professeur McGaha (2008) appelle ce roman « un roman psychologique et un roman d'idées ». 
Cette manière de suivi d'une famille de bourgeoisie aisée sur plusieurs générations, avec en arrière plan l'histoire du pays et du monde, peut rappeler au lecteur des œuvres telles que Les Buddenbrook de Thomas Mann, ou encore La Dynastie des Forsyte de John Galsworthy.

## Critiques
Pour André Clavel, journaliste pour Le Temps, ces grands cycles romanesques centrés sur une classe moyenne aisée ont un côté anachronique dans les années 1980. Ce que reconnaît l'auteur lui-même, nous dit Clavel. De plus, le livre se semble pas dépourvu de certaines maladresses de construction. La deuxième partie est beaucoup plus longue que les deux autres, qui se déroulent sur une seule journée, contient des longueurs ainsi que des répétitions. 

## Prix
En 1983, l'auteur remporte les prix littéraires turcs Orhan Kemal Novel et Milliyet Press Novel Contest pour ce roman. Mais plus tard, il change son titre en Cevdet Bey and Sons et, trouvant l'histoire trop démodée, décide de ne jamais accepter sa traduction. C'est la raison pour laquelle il demeure indisponible en anglais et ne sera disponible qu'à partir de 2014 en France. 
D'après The New Yorker, le prix Nobel de littérature qu'a remporté Orhan Pamuk en 2006 (et qu'il aurait « volé » à Yachar Kemal) tient au caractère « rebelle » de ce dernier.  « Pamuk avait en effet été l’un des seuls intellectuels du monde musulman [d'après The New Yorker] à condamner la fatwa contre Salman Rushdie et, en 2005, il avait eu le courage de reconnaître la responsabilité de son pays dans le génocide arménien – des déclarations qui faillirent le conduire en prison ».

## À propos de l'auteur

### Biographie et œuvre littéraire
Orhan Pamuk (de son vrai nom Ferit Orhan Pamuk) est né le 7 juin 1952 à Istanbul, dans une famille bourgeoise et francophile. Il a grandi à Nisantasi, un quartier très occidentalisé, situé face au Bosphore, et a suivi des études au lycée américain d’Istanbul. Son père, très attiré par le mode de vie parisien, lui transmet le goût de la littérature et des arts. Enfant, il aime dessiner, peindre et souhaite devenir artiste (des traits de caractères que l'on retrouve avec son personnage : Ahmet). En grandissant au sein d'une famille cultivée de la bourgeoisie stambouliote, Orhan Pamuk envisage d'abord des études de peinture, d'architecture, puis de journalisme. Finalement, alors qu'il ne parvient à trouver sa vocation dans ces domaines, il décide de se consacrer entièrement à l’écriture. Il rédige des nouvelles dont la première sort en 1979, mais ne rencontre initialement pas le succès escompté.
C'est grâce à son premier roman, Cevdet Bey et ses fils (1982), qu'il reçoit ses premières critiques favorables et prix littéraires en Turquie, et lance véritablement sa carrière. Ce dernier s'inspire en partie de son histoire familiale et place au cœur du récit les bouleversements de la Turquie contemporaine et les métamorphoses de sa capitale, thèmes dont l'écrivain poursuivra l'exploration tout au long de son œuvre.
En 1983, Le Château blanc, premier roman de Pamuk à être traduit en anglais, apporte une renommée internationale à son auteur, amplifiée au fil des années par d'autres  succès publics et critiques : Le Livre noir (1990), Mon nom est Rouge (1998), Le Musée de l'innocence (2008) ou Cette chose étrange en moi (2014). Il a aussi publié plusieurs ouvrages sur sa ville natale et un livre de souvenirs, D'autres couleurs (2011).
Traduit dans plus de soixante langues, lauréat de nombreux prix littéraires internationaux, Orhan Pamuk semble considéré comme l'écrivain turc le plus célèbre dans le monde. Ses romans ont rencontré un succès planétaire depuis leur parution et l'on estime qu'ils se sont vendus à plus de onze millions d'exemplaires. En 2006, il obtient le prix Nobel de littérature, devenant ainsi le premier turc à recevoir cette distinction. La même année, il est classé par le magazine Time dans la liste des 100 personnalités les plus influentes du monde.

### Portée politique
En 2005, le romancier reçoit le prix Médicis étranger pour Neige - un ouvrage qui provoquera de violentes attaques des nationalistes turcs. Cette même année, il fait l’objet de menaces et d’une mise en examen à la suite de son affirmation sur la responsabilité de la Turquie quant au génocide arménien et aux massacres kurdes. Il sera relaxé en 2006. Quelques mois plus tard, il reçoit le prix Nobel de littérature.
De son œuvre émane la conscience d'un monde politique complexe, « déchiré » entre tradition et modernité. Ses romans sont le reflet des angoisses et des illusions de la Turquie contemporaine et du rapport qu’elle entretient avec son passé et ses traditions. 